# Notoliparis kermadecensis
Notoliparis kermadecensis (Syn.: Careproctus kermadecensis) ist ein Tiefseefisch aus der Familie der Scheibenbäuche (Liparidae). Er lebt im südwestlichen Pazifik und wurde bisher nur im Kermadecgraben nördlich von Neuseeland nachgewiesen. Holotypus und Paratypen der Art stammen aus Tiefen von 6660 bis 6770 Metern, Filmaufnahmen von fressenden Fischen, die im Jahr 2009 gemacht wurden stammen aus einer Tiefe von 7560 Metern. Damit ist Notoliparis kermadecensis nach gegenwärtigem Wissen die am tiefsten vorkommende Fischart auf der südlichen Erdhemisphäre. Lediglich Pseudoliparis amblystomopsis und Pseudoliparis swirei aus dem nordpazifischen Japangraben, Kurilengraben und Marianengraben wurden in noch größeren Tiefen nachgewiesen (7700 Meter).

## Merkmale
Notoliparis kermadecensis wird etwa 28 cm lang und besitzt einen langgestreckten, seitlich abgeflachten Körper mit einer lose sitzenden Haut ohne Papillen. Die größte Körperhöhe liegt bei 20 % der Standardlänge, die Kopflänge beträgt 19 bis 21 % der Standardlänge. Der Kopf ist breiter als hoch. Im Vorderteil der Kiefer, auf Prämaxillare und Dentale liegen sechs Zahnreihen, hinten nur noch zwei bis drei. Maxillare und Gaumen sind unbezahnt. Wie für in der Tiefsee lebende Scheibenbäuche typisch sind die Zähne einfach zugespitzt und leicht gebogen. Die lange Rückenflosse beginnt über der Mitte der Brustflossen. Die ersten fünf bis sechs Flossenstrahlen sind sehr kurz und erreichen nur ein Viertel bis die Hälfte der Länge der folgenden Flossenstrahlen. Sie sind von loser Haut umgeben und ihr Abstand zueinander ist größer als der Abstand der folgenden Flossenstrahlen zueinander. Sowohl die Rückenflosse als auch die Afterflosse sind mit der Schwanzflosse zusammengewachsen und bilden einen Flossensaum. Die für die charakteristische und namensgebende, aus den Bauchflossen gebildete Saugscheibe, liegt unter der Brustflossenbasis. Die Anzahl der Wirbel beträgt 65, davon liegen 13 im Abdomen. Die Anzahl der Branchiostegalstrahlen beträgt sechs. Der Darm ist kurz und hat drei Pylorusschläuche auf seiner linken Seite und vier auf der rechten. Eine Pseudobranchie („Augenkiemendrüse“) fehlt. Die Kiemenreusenstrahlen haben die Form kleiner stumpfer Knoten. Elf liegen auf dem unteren Abschnitt des ersten Kiemenbogens.
- Flossenformel: Dorsale 53–57, Anale 53, Pectorale 32–33, Caudale 14.

## Lebensweise
Notoliparis kermadecensis ist bisher nur aus dem Kermadecgraben bekannt, wo er wahrscheinlich endemisch ist. Die unterständige Position des Mauls und die gut entwickelte Saugscheiben sprechen dafür, dass es sich um eine Fischart handelt, die direkt auf dem Meeresboden lebt. Die Mägen der Typusexemplare enthielten Fischschuppen, Wirbel von Fischen, Teile von Krebsen und die Überreste von Flohkrebsen, Ruderfußkrebsen und Vielborstern. Filmaufnahmen zeigten im Durchschnitt neun Schnappbewegungen des Mauls in der Minute.